# Maxi Iglesias
Maximiliano Teodoro Iglesias Acevedo, más conocido como Maxi Iglesias (Madrid, 6 de febrero de 1991), es un actor, modelo, escritor y piloto español conocido por interpretar a Cabano en la serie juvenil Física o química (2008-2011), a Ángel en Los Protegidos (2010), a Max en la serie de Antena 3 Velvet (2014), a Ovni en la serie original de Netflix Ingobernable (2017-2018) y a Víctor en la serie de la misma plataforma Valeria (2020-2023).

## Biografía
Estudió en el colegio Cardenal Spínola, en Madrid. Llegó a jugar al fútbol como federado en varios equipos de la capital de España antes de decidir que quería ser actor.

## Trayectoria profesional
Debutó en cine a los seis años de edad en la película La pistola de mi hermano (1997) de Ray Loriga con un pequeño papel. Empezó su carrera en televisión en el 2005 en Hospital Central (Telecinco) y después participó en Cuéntame cómo pasó (La 1), aunque su saltó a la fama fue gracias a su interpretación como César Cabano en Física o química de Antena 3. Más adelante, fichó por la segunda temporada de Los protegidos para interpretar a Ángel. Durante esos años, participó en diversas películas como Mentiras y gordas (2009), After (2009), El diario de Carlota (2010), XP3D (2011) y El secreto de los 24 escalones (2012).
En agosto de 2012 fichó por la tercera edición estadounidense del concurso ¡Mira quién baila! de Univisión. Más tarde, en septiembre de 2012, fichó como colaborador en El hormiguero 3.0 de Antena 3. Ese mismo año protagonizó la serie Toledo, cruce de destinos, con el papel de Martín Pérez de Ayala. El 14 de junio de 2013 se confirmó su participación en la serie de Antena 3 Velvet que se emite desde febrero de 2014 en la cadena. También en 2014, rodó en Sevilla la película, Asesinos inocentes.
En 2015 interpretó el personaje de Chad Mendoza en la producción Dueños del paraíso de la cadena Telemundo. A finales de 2015 fue presentador invitado de programas en el canal de TDT Atreseries, y cuatro meses más tarde estrenó la serie La embajada, donde interpretó a Roberto, que tuvo gran éxito en audiencias. En 2017 se incorporó al musical El guardaespaldas, que se estrenó en el teatro Coliseum de Madrid en septiembre. También protagonizó la serie mexicana Ingobernable para la plataforma Netflix, con el papel de Ovni, junto a Kate del Castillo. En la serie se mantuvo durante sus dos temporadas. En 2019 se anunció que formaría parte del capítulo final de Velvet Colección retomando su personaje Max, que ya interpretó en Velvet. Ese año participó en la película original de Netflix A pesar de todo, dirigida por Gabriela Tagliavini.
A principios de 2020 comenzó a interpretar a Felipe Iriarte en Separadas, que finalmente fue cancelada. Más adelante, se confirmó que formaría parte del reparto protagonista de Desaparecidos durante su primera temporada, que se emitió en Prime Video. También se incorporó como protagonista masculino en la serie original de Netflix Valeria, en la que ha mantenido en sus posteriores temporadas. A finales del mismo año participó en Física o químicaː El reencuentro, retomando el papel de César Cabano. A principios de 2021 protagonizó, junto a Michelle Jenner y Hugo Silva, la serie de Atresplayer y Antena 3 La cocinera de Castamar, con el personaje de Francisco Marlango. Además, se anunció su fichaje como protagonista de la primera película original de Netflix en Perú "Mochileros" que al final hubo un cambio de nombre por Hasta que nos volvamos a encontrar. En septiembre se incorporó con un personaje invitado, a la segunda temporada de Toy Boy.
En 2023 participó en la serie Volver a caer, junto a Kate del Castillo en el servicio de streaming Vix y protagonizó la serie, también de Vix, Los artistas: primeros trazos, en la que interpreta a Yago, un anticuario que estafa a millonarios vendiendo obras falsa. En España se difundió a través de Prime Video.
En 2025 forma parte del reparto principal de la serie Punto Nemo de Prime Video junto a Óscar Jaenada, Michelle Calvó, Alba Flores, entre otros. En junio de ese mismo año estrena Matices, serie para SkyShowtime junto a Elsa Pataky, Miriam Giovanelli, Juana Acosta, entre otros.

## Filmografía

### Series de televisión
| Año         | Título                           | Personaje                          | Notas                                      |
| ----------- | -------------------------------- | ---------------------------------- | ------------------------------------------ |
| 2005        | Amar en tiempos revueltos        | Joven Miliciano                    | 1 episodio («Capítulo cinco»)              |
| 2005        | Cuéntame cómo pasó               | Pedro                              | 1 episodio («Amores y desamores»)          |
| 2005        | Hospital Central                 | Pablo                              | 1 episodio («En boca de todos»)            |
| 2008 - 2011 | Física o química                 | César Cabano de Vera               | Elenco principal (T1-T5; T7); 57 episodios |
| 2011        | Los protegidos                   | Víctor Izquierdo «Ángel Izquierdo» | Elenco principal (T2); 14 episodios        |
| 2012        | Toledo, cruce de destinos        | Martín Pérez de Ayala              | Elenco principal; 13 episodios             |
| 2014        | Velvet                           | Maximiliano «Max» Expósito Soto    | Elenco principal (T1-T2); 21 episodios     |
| 2015        | Dueños del paraíso               | Chad Mendoza                       | Elenco principal; 49 episodios             |
| 2016        | La embajada                      | Roberto Marañón Gil                | Elenco principal; 11 episodios             |
| 2016        | Paquita Salas                    | Él mismo                           | 1 episodio («Casada con esto»)             |
| 2017        | El final del camino              | Alfonso I de Aragón                | 1 episodio («La catedral de Santiago»)     |
| 2017 - 2018 | Ingobernable                     | Ovni                               | Elenco principal; 26 episodios             |
| 2019        | Velvet Colección                 | Maximiliano «Max» Expósito Soto    | 1 episodio («Gran final»)                  |
| 2020        | Separadas                        | Felipe Iriarte                     | Elenco principal; 36 episodios             |
| 2020        | Desaparecidos                    | Rodrigo Medina                     | Elenco principal (T1); 13 episodios        |
| 2020 - 2021 | Física o químicaː El reencuentro | César Cabano de Vera               | Elenco principal (miniserie); 2 episodios  |
| 2020 - 2025 | Valeria                          | Víctor Andradas                    | Elenco principal; 30 episodios             |
| 2021        | La cocinera de Castamar          | Francisco Marlango                 | Elenco principal; 12 episodios             |
| 2021        | Toy Boy                          | Darío                              | Colaboración especial; 3 episodios         |
| 2023        | Volver a caer                    | Vico Arimendi                      | Elenco principal; 6 episodios              |
| 2023        | Los artistas: primeros trazos    | Yago Vera Maldonado                | Protagonista; 10 episodios                 |
| 2025        | Punto Nemo                       | Jota Martín                        | Elenco principal; 6 episodios              |
| 2025        | Matices                          | Cecilio Rodríguez "Ceci"           | Elenco principal; 8 episodios              |

### Cine
| Año  | Título                             | Personaje            | Director                         |
| ---- | ---------------------------------- | -------------------- | -------------------------------- |
| 1997 | La pistola de mi hermano           | Luis                 | Ray Loriga                       |
| 2008 | 8 citas                            | David                | Peris Romano y Rodrigo Sorogoyen |
| 2009 | Mentiras y gordas                  | Pablo                | Alfonso Albacete y David Menkes  |
| 2009 | After                              | García               | Alberto Rodríguez Librero        |
| 2010 | El diario de Carlota               | Lucas                | José Manuel Carrasco             |
| 2011 | XP3D                               | José Aguas           | Sergi Vizcaíno                   |
| 2012 | El secreto de los 24 escalones     | Marc                 | Santiago Lapeira                 |
| 2014 | Torrente 5: Operación Eurovegas    | Príncipe             | Santiago Segura                  |
| 2015 | Asesinos inocentes                 | Francisco Garralda   | Gonzalo Bendala                  |
| 2019 | A pesar de todo                    | Alejandro            | Gabriela Tagliavini              |
| 2022 | Hasta que nos volvamos a encontrar | Salvador Campodónico | Bruno Ascenzo                    |

### Programas de televisión
| Año         | Título                           | Función                     |
| ----------- | -------------------------------- | --------------------------- |
| 2012        | Mira quién baila 3               | Concursante - 4.º expulsado |
| 2012        | El hormiguero                    | Colaborador                 |
| 2013        | Nuestra Belleza Latina 2013      | Jurado                      |
| 2017        | Viva la vida                     | Invitado                    |
| 2017        | Dani&Flo                         | Invitado                    |
| 2020 - 2021 | La resistencia                   | Colaborador                 |
| 2021        | El juego de los anillos          | Invitado                    |
| 2021        | LEGO Masters España              | Invitado                    |
| 2022        | La noche D                       | Invitado                    |
| 2023        | Así es la vida                   | Invitado                    |
| 2023        | La Roca                          | Invitado                    |
| 2025        | Y ahora Sonsoles                 | Invitado                    |
| 2025        | La revuelta                      | Invitado                    |
| 2025        | Hay una cosa que te quiero decir | Invitado                    |

## Libros
- Horizonte artificial (2025, Rocaeditorial)[32]